# 수업을 바꿔라
《수업을 바꿔라》는 프로그램이다.

## 방송 시간
| 방송 기간                          | 방송 시간          |
| ---------------------------------- | ------------------ |
| 2017년 5월 18일 ~ 2017년 7월 7일   | 금요일 밤 8시 30분 |
| 2017년 10월 9일 ~ 2017년 11월 27일 | 월요일 밤 8시 10분 |

## 출연자

### 시즌 1
- 김성주
- 이적
- 홍진경

### 시즌 2
- 정상훈  (내래이션)
- 성동일
- 김인권
- 정태우
- 재희